# Kostel svatého Simeona (Drážďany)
Kostel svatého Simeona (německy Russisch-Orthodoxe Kirche des Heiligen Simeon vom wunderbaren Berge, rusky Церковь преподобного Симеона Дивногорца) se nachází v Drážďanech. Pravoslavný kostel je pod správou Ruské pravoslavné církve.

## Dějiny
První zmínka o pravoslavné komunitě v Drážďanech pochází z roku 1861. Současný pravoslavný chrám byl vybudován pro potřeby ruské aristokracie, která poměrně často navštěvovala hlavní město Saska; v době výstavby se k pravoslavné církvi v Drážďanech hlásilo několik set lidí. Základní kámen chrámu byl položen dne 25. dubna 1872. Kostel byl následně vysvěcen dne 6. června 1874. Jeho historie je spojena se jmény významných osobností ruského politického a kulturního života, kteří v saské metropoli pobývali. Chrám navštívil například i ruský realistický spisovatel Ivan Sergejevič Turgeněv. Byla zde také pokřtěna dcera romanopisce Fjodora Michajloviče Dostojevského. V červnu 1875 jej navštívil i car Alexandr II. Skladatel Sergej Rachmaninov nechal v chrámu vybudovat funkční plynové topení, které se používá ještě dnes. Během spojeneckého náletu v roce 1945 byl chrám poškozen.

## Architektura
Chrám je vybudován v tradici staroruské sakrální architektury. Jeho autory jsou Harold Julius ven Bosse a Karl Weißbach. Jako stavební materiál se použila červená cihla. Délka chrámu je 33 metrů a zvonice se tyčí do výšky 40 metrů.